# Franz Regli
Franz Regli (* 14. April 1935 in Netstal, Kanton Glarus; † 18. Mai 2016) war ein Schweizer Komponist, Dirigent und Musikdirektor aus dem Schweizer Kanton Glarus. 

## Leben
1956–60 studierte er am Konservatorium Zürich Gitarre, Kontrabass, Harmonielehre, Instrumentation und Klavier. Gleichzeitig spielte er im Tonhallenorchester. 1960–62 besuchte er die Jazzschule Zürich. Er durchlief zahlreiche Stationen. Von 1972 bis zu seiner Pensionierung amtierte er als Direktor der Harmoniemusik Glarus, die u. a. die Glarner Landsgemeinde musikalisch umrahmt. 1979 gründete er ein Mandolinenquartett, das sich im Kanton Glarus einen Namen machte. Franz Regli betreute auch das Instrumentalensemble Franz Regli und seine Musikanten, das er mit zahlreichen Eigenkompositionen versah. Darin spielt er auch das griechische Saiteninstrument Bouzouki. Regelmässige singende Gäste waren Bruno Rigassi, Stixi (bürgerlich Erwin Stixenberger) und Sonja (bürgerlich Sonja Truffer).
Franz Regli hat auf zahlreichen Tonträgern mitgewirkt, auch Kompositionen von ihm sind auf verschiedenen Tonträgern veröffentlicht.

## Seine bedeutendsten Eigenkompositionen mit Gesang
- Sirtaki-Polka
- Risotto-Fäscht
- Der Örgelimaa
- Der Papagei
- Am Stammtisch

## Auszeichnungen
- 1985 Goldener Violinschlüssel
- 1987 Kultur-Förderungspreis des Kantons Glarus